# Drchnička modrá

Drchnička modrá

Drchnička modrá (Anagallis foemina) je přízemní bylina z čeledi prvosenkovitých řádu vřesovcotvarých. Předtím byla řazena do čeledi Myrsinaceae, která však byla podle nejmodernějšího systému APG III včleněna jako podčeleď Myrsinoidae do čeledi prvosenkovité.

## Popis
Rostliny jsou lysé se vzpřímenými nebo plazivými čtyřhrannými rozvětvenými lodyhami až 50 cm dlouhými, porostlé přisedlými, tmavozelenými špičatými vstřícnými listy dlouhými až 20 mm a 8 mm širokými, na rubu tečkovanými.
Sytě modré květy rostou na stopkách, jen o málo delších než jsou listy, vyrůstají z úžlabí listů. Kalich je hluboce dělený v kopinaté, asi 4 mm dlouhé cípy. Koruna je kolovitá, pětičetná, sytě modrá, o málo delší než kalich, s cípy obvejčitými, tupými, na okraji jemně zubatými. Korunní lístky se na bázi nepřekrývají. Květy se otevírají jen při slunečném počasí, za sníženého slunečního svitu dojde k samoopylení. Kvete v červnu až říjnu.
Plodem je kulatá tobolka 4 až 5 mm v průměru, má víčko a obsahuje asi 40 semen. Semena jsou trojhranná, až 1,5 mm dlouhá a 1,2 mm široká, leskle černá. Na jedné rostlině může dozrát až 700 semen.

## Rozmnožování
Je to jednoletá rostlina, která občas v příznivých podmínkách přezimuje. Rozmnožuje se jen semeny, nejlépe klíčí semena po přezimování v půdě. Semena klíčí z jara, v suchých oblastech končí rostlina svůj cyklus v letních vedrech. Může z nových semen vyklíčit i na konci vlhkého léta.

## Rozšíření
Je teplomilná rostlina původem ze Středomoří, která se rozšířila téměř do celé Evropy, na Kavkaz, do západní Sibiře, Malé a Střední Asie. Byla zavlečena i do Severní Ameriky. Roste na polích, v zahradách, na půdách chudých na humus, je vázána na půdy se zásaditým podložím.

## Význam
Původně byla v našich nejteplejších oblastech častou plevelnou rostlinou okopanin, s nástupem chemizace postupně téměř vymizela. Nyní se považuje pro své květy syté barvy za okrasnou rostlinu a prodává se jako půdu kryjící letnička. Rostlina je pro skot mírně jedovatá. Obsahuje saponiny a glykosidy.

## Ohrožení
Podle Červeného seznamu cévnatých rostlin České republiky je drchnička modrá zařazena mezi ohrožené druhy, do kategorie C3, mezi rostliny se slabším, ale trvalým ústupem z volné přírody.

## Podobné druhy
Podobná drchnička rolní (Anagallis arvensis), která je v ČR podstatně hojnější, má korunu většinou sytě červenou. Existuje však i modrá forma, někdy udávaná jako forma azurea, která má korunu sytě modrou a na první pohled je velmi podobná drchničce modré. Nemá však tolik členěný okraj korunního lístku, ovšem zase je více žláznatý a má delší plodní stopky.